# العلاقات الأذربيجانية البليزية
العلاقات الأذربيجانية البليزية هي العلاقات الثنائية التي تجمع بين أذربيجان وبليز.

## مقارنة بين البلدين
هذه مقارنة عامة ومرجعية للدولتين:
| وجه المقارنة                                              | أذربيجان        | بليز         |
| --------------------------------------------------------- | --------------- | ------------ |
| المساحة (كم2)                                             | 86.60 ألف       | 22.97 ألف    |
| عدد السكان (نسمة)                                         | 10.00 مليون     | 374.68 ألف   |
| الكثافة السكانية (ن./كم²)                                 | 115.47          | 16.31        |
| العاصمة                                                   | باكو            | بلموبان      |
| اللغة الرسمية                                             | اللغة الأذرية   | لغة إنجليزية |
| العملة                                                    | مانات أذربيجاني | دولار بليزي  |
| الناتج المحلي الإجمالي (بليون دولار)                      | 40.75 مليار     | 1.84 مليار   |
| الناتج المحلي الإجمالي (تعادل القوة الشرائية) بليون دولار | 171.56 مليار    | 3.05 مليار   |
| الناتج المحلي الإجمالي الاسمي للفرد دولار أمريكي          | 5.50 ألف        | 4.88 ألف     |
| الناتج المحلي الإجمالي للفرد دولار أمريكي                 | 17.52 ألف       | 8.42 ألف     |
| مؤشر التنمية البشرية                                      | 0.751           | 0.715        |
| رمز المكالمات الدولي                                      | +994            | +501         |
| رمز الإنترنت                                              | .az             | .bz          |
| المنطقة الزمنية                                           | ت ع م+04:00     | 00           |

## منظمات دولية مشتركة
يشترك البلدان في عضوية مجموعة من المنظمات الدولية، منها:
| علم المنظمة | اسم المنظمة                        | تاريخ انضمام أذربيجان | تاريخ انضمام بليز |
| ----------- | ---------------------------------- | --------------------- | ----------------- |
|             | الاتحاد البريدي العالمي            | ?                     | ?                 |
|             | يونسكو                             | 3 يونيو 1992          | 10 مايو 1982      |
|             | البنك الدولي للإنشاء والتعمير      | 18 سبتمبر 1992        | 19 مارس 1982      |
|             | وكالة ضمان الاستثمار متعدد الأطراف | 23 سبتمبر 1992        | 29 يونيو 1992     |
|             | الاتحاد الدولي للاتصالات           | 10 أبريل 1992         | 16 ديسمبر 1981    |
|             | منظمة الشرطة الجنائية الدولية      | ?                     | ?                 |
|             | مؤسسة التمويل الدولية              | 11 أكتوبر 1995        | 19 مارس 1982      |
|             | الأمم المتحدة                      | 2 مارس 1992           | 25 سبتمبر 1981    |
|             | مؤسسة التنمية الدولية              | 31 مارس 1995          | 19 مارس 1982      |
|             | منظمة حظر الأسلحة الكيميائية       | ?                     | ?                 |

## وصلات خارجية
- موقع وزارة الخارجية الأذربيجانية
- موقع وزارة الخارجية البليزية